# Sinosuthora przewalskii
El picoloro de Przevalski (Sinosuthora przewalskii) es una especie de ave paseriforme de la familia Sylviidae endémica de China. Su nombre conmemora al explorador ruso Nikolái Przewalski.

## Descripción
El picoloro de Przevalski es un pájaro pequeño (que mide entre 13 y 14,5 cm de longitud total), rechoncho y de cola larga. Su plumaje es principalmente de tonos pardo grisáceos, con el píleo, pecho y los laterales de cabeza y cuello más grises, mientras que su garganta y parte frontal del rostro son de color castaño rojizo. Presenta dos largas listas pileales laterales negras. Su pico corto y ganchudo, similar al de los loros, es de tonos rosados.

## Distribución y hábitat
Se encuentra únicamente en una pequeña región del interior de China, entre el sur de Gansu el extremo norte de Sichuan, donde ocupa los bosques de los montes del límite oriental de la meseta tibetana.